# Encheliophis
Encheliophis is een geslacht van straalvinnige vissen uit de familie van parelvissen (Carapidae). Het geslacht is voor het eerst wetenschappelijk beschreven in 1842 door Mueller.

## Soorten
- Encheliophis chardewalli Parmentier, 2004
- Encheliophis gracilis (Bleeker, 1856)
- Encheliophis homei (Richardson, 1846)
- Encheliophis sagamianus (Tanaka, 1908)
- Encheliophis vermicularis Müller, 1842
- Encheliophis vermiops Markle & Olney, 1990